# 에런 휴스
애런 윌리엄 휴스(Aaron William Hughes, 1979년 11월 8일 ~ )는 북아일랜드의 전 축구 선수이다. 포지션은 수비수다.

## 같이 보기
- A매치 100경기 이상 출전한 축구 선수 명단